# Dean Israelite
Dean Israelite (né le 20 septembre 1984  à Johannesbourg, en Afrique du Sud) est un réalisateur et scénariste sud-africain.
Il est notamment connu pour avoir réalisé le film Projet Almanac.

## Biographie
Dean naît et grandit à Johannesbourg en Afrique du Sud, où il suit des études d'art dramatique à l'université du Witwatersrand. 
C'est en 2009, qu'il commence sa carrière dans le domaine cinématographique en écrivant et en réalisant un court-métrage nommée Acholiland.
En 2015, il réalise son premier long-métrage en format found footage, le film de science-fiction Projet Almanac dont le scénario est signé Jason Pagan et Andrew Deutschman.  Le film a été produit par Michael Bay, et sortie le 30 janvier 2015 engrangeant 32 millions de dollars pour seulement  un budget de 12 millions de dollars.
En février 2014, Dean est parmi les réalisateurs approchée par Marvel Studios pour réaliser l'adaptation cinématographique de Docteur Strange, mais en juin 2014 le poste revient finalement à Scott Derrickson.
En juin 2014, il est approché pour réaliser le remake du film Wargamees sortie en 1983 pour le compte de la Metro-Goldwyn-Mayer, avec pour scénariste  Arash Amel.
En avril 2015, Dean est choisi par Lionsgate pour diriger Powers Rangers, nouveau film avec les héros éponymes, au côté d'Ashley Miller et Zack Stentz,.

## Filmographie

### Cinéma

#### Comme réalisateur
- 2006 : Magician
- 2007 : The Department of Nothing
- 2009 : Acholiland
- 2015 : Projet Almanac
- 2017 : Power Rangers
- 2024 : Little Wing

#### Comme scénariste
- 2009 : Acholiland

#### Comme producteur délégué
- 2014 : The Middle Distance

### Télévision
- 2008 : Die Jugendcops - Kommissariat 105 im Einsatz